# Dexiomimops curtipes
Dexiomimops curtipes är en tvåvingeart som beskrevs av Hiroshi Shima 1987. Dexiomimops curtipes ingår i släktet Dexiomimops och familjen parasitflugor.
Artens utbredningsområde är Thailand. Inga underarter finns listade i Catalogue of Life.